# 中央军事委员会联合参谋部战场环境保障局
中央军事委员会联合参谋部战场环境保障局，位于北京市，是中央军事委员会联合参谋部下属局，负责战场环境保障工作。

## 沿革

### 中国人民解放军总参谋部气象水文局
中国人民解放军的气象水文工作开始于延安时期。1949年12月8日，中央人民政府人民革命军事委员会气象局成立，统一领导全国气象事业。1950年3月，成立了第一个直属业务机构——中央气象台。1953年8月1日，为配合国家开展大规模经济建设的需要，根据主席毛泽东、政务院总理周恩来的命令，中央军委气象局自军队建制转归政务院建制，更名为中央气象局。全国各地的气象机构也均从军队建制转归地方政府建制。
1960年5月，中共中央军委决定组建中国人民解放军总参谋部军事气象局（简称“总参军事气象局”），由中国人民解放军总参谋部作战部领导。1963年8月，改为总参谋部直属局。
1969年12月4日，国务院、中央军委发出《关于总参军事气象局与中央气象局合并问题的通知》，决定总参谋部军事气象局与中央气象局于1970年1月2日正式合并，撤销总参谋部军事气象局，称中央气象局，并保留总参谋部军事气象局的名称，归总参谋部建制。各级气象部门由当地军事部门和地方政府双重领导。
1973年3月6日，中共中央同意国务院、中央军委《关于调整测绘、气象、邮电部门体制问题的请示》，决定将中央气象局与总参谋部分开，中央气象局划归国务院建制，另行组建中国人民解放军总参谋部气象局（简称“总参气象局”）。省（自治区、直辖市）以下气象部门划归同级革命委员会领导。1973年5月23日，国务院、中央军委发出《关于调整气象部门体制的通知》，正式将中央气象局与总参气象局分开，单独组建总参气象局。1982年9月1日，并入中国人民解放军总参谋部作战部。
经过数十年的发展，到21世纪初，全军已建成数百个气象台站。除海军、空军外，陆军部队的各级气象水文保障部门在21世纪初也先后成立。2003年，总参气象局更名为中国人民解放军总参谋部气象水文局，这标志着军事气象水文工作从单一的大气预报保障转向建立数字化战场大气、海洋、空间环境，实现“三位一体”的实时监测。
2016年改革前，中国人民解放军总参谋部气象水文局（地址为北京市海淀区大慧寺路18号）隶属中国人民解放军总参谋部作战部，为副军级单位。

### 中央军委联合参谋部战场环境保障局
在深化国防和军队改革中，2016年1月撤销中国人民解放军总参谋部，组建中央军事委员会联合参谋部，中国人民解放军原总参谋部测绘导航局、气象水文局等单位解散，部分重组为中央军事委员会联合参谋部战场环境保障局。

## 历任局长
中国人民解放军总参谋部测绘导航局局长
- 蒲锡文（1950年5月—1952年3月）（副局长，主持局务工作）
- 张清化（1952年8月—1953年4月）（代理）
- 陈外欧 少将（1953年4月—1956年7月）
- 刘良 上校（1956年7月—1959年11月）
- 张清化 少将（1959年11月—1982年8月）
- 崔世芳 少将（1982年8月—1990年6月）
- 张国威 少将（1990年6月—1992年8月）
- 张振乾 少将（1992年8月—1995年8月）
- 卜庆君 少将（1995年8月—1999年6月）[8]
- 李志光 少将（1999年6月—2006年8月）
- 袁树友 少将（2006年8月—2011年）
- 薛贵江 少将（2011年—2016年）

中国人民解放军总参谋部气象水文局局长
- 贺格非 大校（1960年—1969年）（副局长，主持局务工作）
- 孟平（1969年2月—1973年5月）
- 孟平（1973年6月—1976年5月）（筹建负责人）
- 孟平（1976年5月—？）
- 荆朝阳（1985年—1990年）[9][10]
- 王德铮 少将（1990年6月—1995年7月）（总参作战部副部长兼）[11][12]
- 姚昌元 少将（1995年—1998年）（总参作战部副部长兼）[13]
- 贺兰亭 少将（1998年—？）
- 刘建发 少将（？—2006年）[14][15][16]
- 李福林 少将（2006年—2013年）[1][17]
- 钱泽宏 少将（2013年—2016年）

| 中央军委联合参谋部战场环境保障局局长 - 薛贵江 少将（2016年—） | 中央军委联合参谋部战场环境保障局副局长 - 张辉（2016年—） - 张建川（2016年—） - 陈锦荣（2016年—） - 翟跃欢（2016年—） - 李树宝（2016年—） |

## 星球地图出版社
星球地图出版社位于北京市海淀区北三环中路69号，成立于1993年7月，是经中华人民共和国新闻出版总署批准成立的中央级专业地图出版社，主要编制出版各类地图。2016年深化国防和军队改革前，该社由中国人民解放军总参谋部政治部主管，中国人民解放军总参谋部作战部主办，中国人民解放军总参谋部测绘局管理。
2016年3月底，中央军委印发《关于军队和武警部队全面停止有偿服务活动的通知》。2016年5月7日，军队和武警部队全面停止有偿服务试点任务部署会议举行，7个大单位、17个具体单位被列为试点单位，新闻出版等重点项目被纳入试点范畴。自2015年起，各军队和武警部队出版社的新书及新项目均停止审批。
历任社长为：
……
- 马晓春 大校（？—？）[24][25]
- 王建民 大校（？—？）[26]
- 姚杰 大校（？—）[27]